# Fains-la-Folie
Pour les articles homonymes, voir La Folie.
Fains-la-Folie est une commune déléguée au sein de la commune nouvelle d'Éole-en-Beauce.
C'est une ancienne commune française située dans le département d'Eure-et-Loir en région Centre-Val de Loire, résultant de la réunion des paroisses de Fains et La Folie-Herbault en 1834, puis de l'intégration dans Éole-en-Beauce en 2016.

## Géographie

### Situation
Au sud du Bassin parisien, dans la région naturelle de Beauce, Fains-la-Folie marque la frontière entre la Beauce dunoise et le Pays Chartrain.
Fains-la-Folie est une commune déléguée au sein de la commune nouvelle d'Éole-en-Beauce. Elle est située à 4 km de Viabon (siège de la commune), à 5 km de Voves (chef-lieu de canton) et de Sancheville, à 18 km de Janville-en-Beauce (siège de la communauté de communes), à 27 km au sud de Chartres (chef-lieu d'arrondissement et préfecture du département d'Eure-et-Loir), à 29 km de Châteaudun et à 41 km au nord-ouest d'Orléans (préfecture de la région Centre-Val de Loire). Fains-la-Folie est à 87 km au sud-ouest du point zéro des routes de France (Paris-Notre-Dame).

Situation géographique
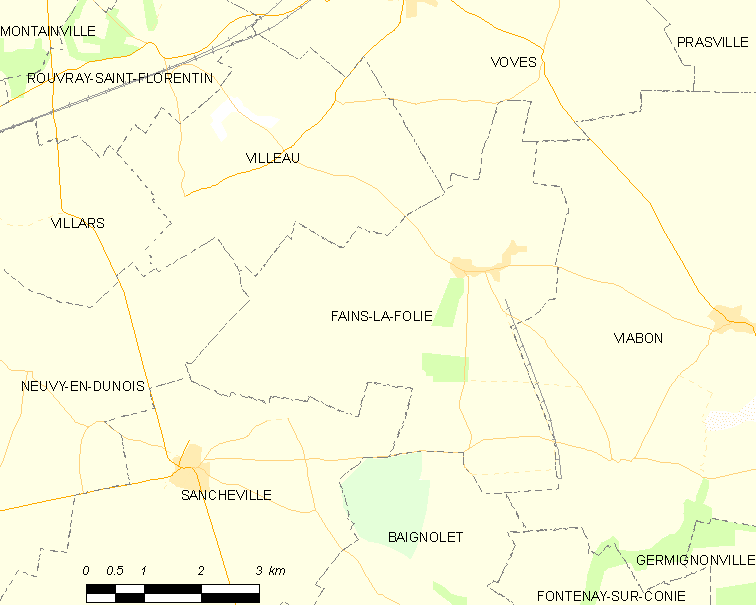
Carte de la commune de Fains-la-Folie, 2012.

### Communes limitrophes
Mis à part Neuvy-en-Dunois, Sancheville et Voves, Fains-la-Folie est adjacente de trois des communes déléguées au sein de la commune d'Éole-en-Beauce.
| Villeau         |                | Voves     |
| Neuvy-en-Dunois | Fains-la-Folie | Viabon    |
| Sancheville     |                | Baignolet |

### Villages, hameaux et écarts
- Amoinville ;
- Auffains ;
- Brainville ;
- Fains ;
- La Folie ;
- La Gare ;
- Martainville ;
- Tortois.

### Hydrographie
Le réseau hydrographique fossile de la Conie comprend un prolongement assec formant une vallée sèche sur une distance de 7 km, de la chau de la Folie-Herbault jusqu'à Courbehaye via Baignolet, successivement appelé vallée minette, vallée de Bouard, vallée de Baigneaux, vallée des Yèbles, vallée de Fontenoy, vallée d'Ormoy, vallée de la Noue. Le talweg passe près des lieux-dits Villeron, La Brossardière, Bouard et Baigneaux. Son dénivelé est depuis une altitude 136 m NGF jusqu'à 115 m NGF où il rejoint la Conie à l'ouest d'Ormoy.

### Voies de communication et transports

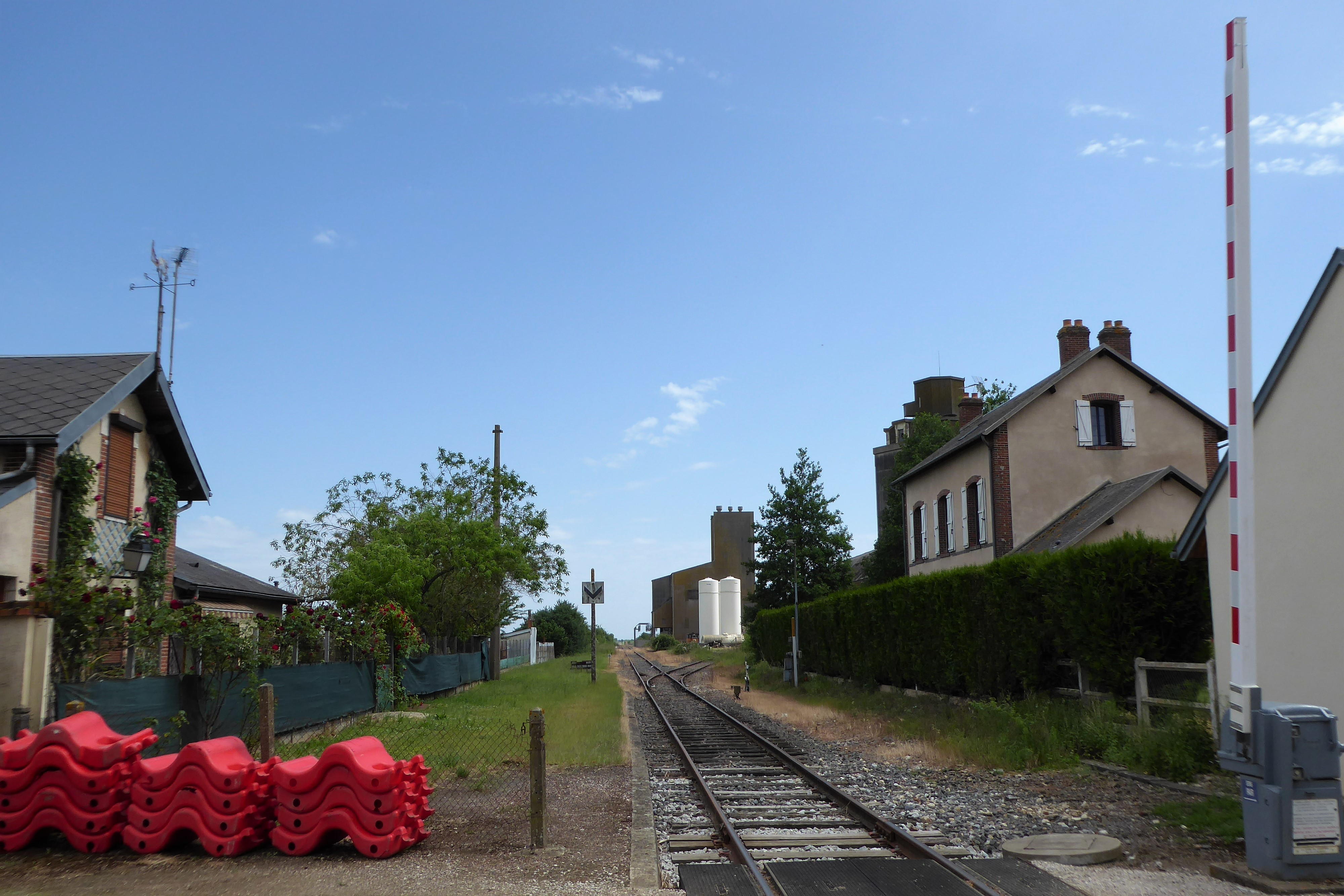
Passage à niveau et silos de la gare de fret.

#### Voies routières
Fains est traversée par les routes départementales D.29 en provenance de Voves, D.12 en provenance de Viabon, D.29 vers Fontenay-sur-Conie via Auffains, D14.2 vers Sancheville via Amoinville et la Folie-Herbault.
La Folie-Herbault est traversée par la route D14.2 entre Sancheville et Fains via Amoinville, est desservie par la route D.123.4 vers Morsans, Neuvy-en-Dunois et Villars, la D.353.5 vers Bessay et Rouvray-le-Florentin, D353.6 vers Villeau et Voves, et donne accès à Villeron via un chemin.
Auffains est un carrefour entre des routes menant à Fains (D.29), Sancheville (D.153), Baignolet (D.357), Fontenay-sur-Conie (D.29), Ohé et Viabon (D.153).

#### Transport en commun routier
Les autobus du réseau de mobilité interurbaine (Rémi-Transbeauce) vers Voves, Orgères-en-Beauce, Chartres et Orléans ont des arrêts dans la commune.

#### Desserte ferroviaire
La commune est traversée par la ligne de Chartres à Orléans depuis 1872. La gare de fret de Fains se situe entre celle de Voves et celle d'Orgères-en-Beauce. C'est la gare de Voves qui assure la desserte des voyageurs jusqu'à Chartres.

#### Trafic aérien
Fains est à 3 km de l'aérodrome de Viabon, à la ferme de Mellay. Fains est à 77 km  de l'aéroport de Paris-Orly.

### Climat
Le climat qui caractérise Fains-la-Folie est qualifié, en 2010, de « climat océanique dégradé des plaines du Centre et du Nord », selon la typologie des climats de la France qui compte alors huit grands types de climats en métropole. En 2020, la commune ressort du type « climat océanique altéré » dans la classification établie par Météo-France, qui ne compte désormais, en première approche, que cinq grands types de climats en métropole. Il s’agit d’une zone de transition entre le climat océanique, le climat de montagne et le climat semi-continental. Les écarts de température entre hiver et été augmentent avec l'éloignement de la mer. La pluviométrie est plus faible qu'en bord de mer, sauf aux abords des reliefs.
Les paramètres climatiques qui ont permis d’établir la typologie de 2010 comportent six variables pour les températures et huit pour les précipitations, dont les valeurs correspondaient aux données mensuelles sur la normale 1971-2000 ; depuis 2021, ce sont les normales 1991-2020 qui font référence. Les sept principales variables caractérisant la station de météorologie de Ohé-Viabon sont présentées dans l'encadré ci-après.
| Paramètres climatiques de la station de Ohé-Viabon sur la période 1993-2010 - Moyenne annuelle de température : 11,3 °C - Nombre de jours avec une température inférieure à −5 °C : 6,9 j - Nombre de jours avec une température supérieure à 30 °C : 15,1 j - Amplitude thermique annuelle : 15,5 °C - Cumuls annuels de précipitation : 583 mm - Nombre de jours de précipitation en janvier : 10,2 j - Nombre de jours de précipitation en juillet : 1,4 j |

La station météorologique de Météo-France « Ohé-Viabon » mise en service en 1993  se trouve à 4,4 km à vol d'oiseau de Fains. La température moyenne annuelle y est de 11,3 °C et la hauteur de précipitations de 583,8 mm pour la période 1993-2010. Sur la période 1993-2021, le record de température est de 41,6 °C le 25 juillet 2019 et la température la plus basse est de −16,7 °C le 7 février 2012.
Pour des statistiques météorologiques séculaires, Fains-la-Folie est équidistant à 24 km de la station météorologique de la base aérienne 123 Orléans-Bricy établie en 1936 à 125 m d'altitude et de celle de « Chartres-Champhol», établie en 1918 à 155 m d'altitude, et qui sont des stations du réseau de la veille météorologique mondiale. La température moyenne annuelle évolue de 11,0 °C (Bricy) ou 10,1 °C (Champhol) pour la période 1971-2000 à 11,2 °C (Bricy) ou 11,0 °C (Champhol) pour 1981-2010, puis à 11,7 °C (Bricy) ou 11,5 °C (Champhol) pour 1991-2020.

## Toponymie

### Fains
Fin. n. f. Vers 975. Variante : Faim, Fains, Feings. Latin classique fines, pluriel de finis = frontière, borne, limite d’un champ, au pluriel : confins ; ancien français fins = frontières, limites (FEW, III, 561b). Dans la langue usuelle du VIIe s., fines servit à désigner des domaines situés à la frontière des civitates et des pagi ou à la limite des villae et des vici, car l’idée de limite s’associait tellement à celle de domaine que finis devint le synonyme de villa ; le datif-ablatif pluriel finibus aboutit régulièrement à finiis, et à fins ou fains, avec consonnification du i en hiatus. Le s final est étymologique. La forme fames = faim est une latinisation de la forme romane incomprise.
Fames, vers 1130 (Bibliothèque nationale de France-Ms Latin 9223 Cartulaire de l'abbaye Notre-Dame de Josaphat, p. 44) ; Fenae, 1247 (Archives départementales d'Eure-et-Loir-G, chapitre Notre-Dame de Chartres) ; Feins, 1264 (Bibliothèque nationale de France-Ms Latin 9223 Cartulaire Notre-Dame de Josaphat) ; Fains, 1300 (Bibliothèque Municipale de Chartres, Ms 24, Polyptyque du chapitre Notre-Dame de Chartres) ; Fains, décembre 1352 (Archives nationales-JJ 81, no 539, fol. 274) ; Fains, janvier 1419 (Archives Nationales-JJ 170, no 285, fol. 238 v°) ; Faings, 1446 (Archives Départementales d'Eure-et-Loir-G 907) ; Fains, octobre 1461 (Archives Nationales-JJ 198, no 109, fol. 99 v°) ; Fains, 1592 (Archives Départementales d'Eure-et-Loir-G 136) ; Faings, 1740 (Bibliothèque Municipale d’Orléans, Ms 995, fol. 75) ; Fains, XVIIIe s. (Carte de Cassini).

### La Folie-Herbault
Bas latin folia = feuille, pluriel neutre de folius, pris pour un féminin singulier : transcription du français folie en latin. Dès 1185, ce nom représente une altération, d’après fou = hêtre, de feuillée = abri de feuillage, écrit folie ; puis, folie étant compris comme action extravagante, vers 1283, ce nom désigne une construction coûteuse, un domaine qui ruina son propriétaire ; enfin, avant 1640, une maison de campagne où l’on vient s’amuser, faire des folies, sens justifié par l’idée de dépenses extravagantes qu’elle nécessite, construction et entretien : « aucune maison des bourgeois [d’Orléans] sont si belles et basties superbement que, pour estre de peu de revenu à leur maistre, l’on les appele par ce nom de folie, y joignant le nom du seigneur et maistre ». La variante latine stulticia prouve que le mot folie était déjà incompris fin XIe s. et que le clerc, dont le français est la langue maternelle, traduit folie par son latin appris, donc savant. Paysage de gâtine.
Herbault. Bas latin Heribaldus, heri, variante de hari = armée, et bald = audacieux ; nom de personne d’origine germanique.
Stultitia Herlebaldi, vers 1123 (Bibliothèque nationale de France-Ms Latin 9223 Cartulaire Notre-Dame de Josaphat, p. 23) ; La Folie Herbaut, 1288-1696 (Archives Départementales d'Eure-et-Loir-G 136) ; Folia Herbaldi, 1289 (A.D. 28-Abbaye Notre-Dame de Josaphat) ; Folia Helebault, 1302 (Cartulaire du Grand-Beaulieu) ; Folia Herbaudi, 1358 (Archives Départementales d'Eure-et-Loir-G 907) ; Folia Halbaudi, 1359 (Archives Départementales d'Eure-et-Loir-G 907) ; La Folie Herbault, 1740 (Bibliothèque Municipale d’Orléans, Ms 995, fol. 104) ; La Folie Herbault, XVIIIe s. (Carte de Cassini) ; La Folie, hameau, 1835 (Cadastre) ; La Folie, 1933 (Cadastre).

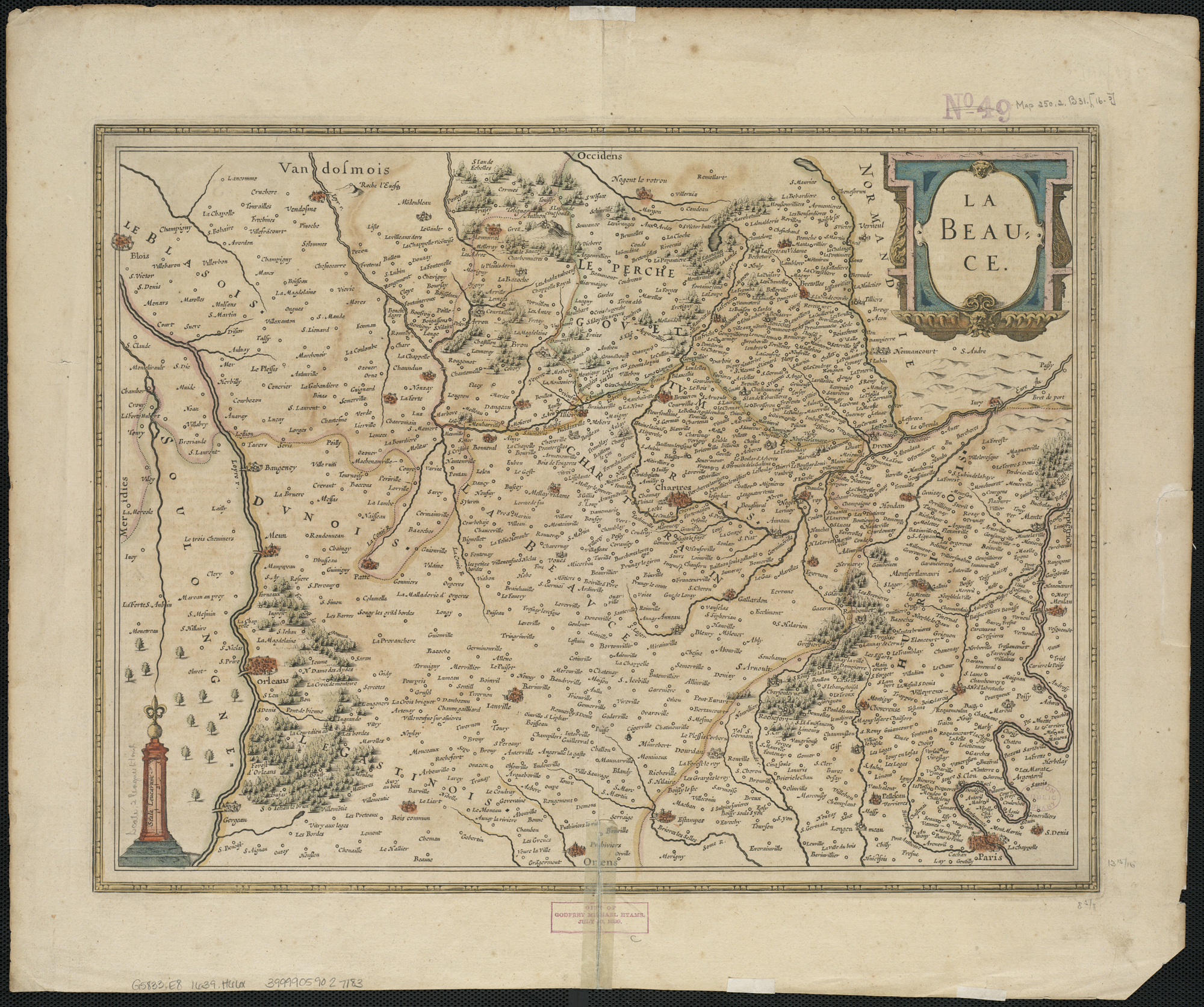
Carte de la Beauce en 1639, avec La Folie Herbault et Fins (entre Bonneval et Ianville).

## Histoire

### Préhistoire et Antiquité
L'arrivée de l'Homo sapiens dans la région est attestée par la découverte d'industrie lithique attribuée aux chasseurs-cueilleurs de la fin du Paléolithique (culture archéologique de l'Azilien : XIe millénaire avant notre ère), notamment à Voves, à quelques kilomètres au nord de Fains-la-Folie.
Des sites d’habitat avec plusieurs maisonnées datant du Néolithique ancien (culture rubanée et groupe de Villeneuve-Saint-Germain : Ve millénaire avant notre ère) ont été découverts aux lieux-dits Candie et  Vallée du Gouffre, au sud de Voves.
Parmi les sites mégalithiques d'Eure-et-Loir datant du Néolithique récent (IVe millénaire avant notre ère), le lieu-dit La Grosse Pierre de Fains-la-Folie est situé entre le dolmen de la Pierre au Grès entre Rouvray-Saint-Florentin et Villeau, la Pierre de Roinville à Bisseau, le dolmen de La Couvre-Clair de Neuvy-en-Dunois, La Grosse Pierre de Fontenay-sur-Conie, les dolmens et tumuli de la nécropole de la Garenne de Granvilliers entre Ohé et Germignonville, la Pierre Levée au sud-est de Voves.
À 9 km au nord-est de Fains, au Ier millénaire avant notre ère, le site Les Hyèbles à Ymonville témoigne de la présence de communautés gauloises prospères dans la région, notamment entre le Ve siècle av. J.-C. et le Ier siècle apr. J.-C..
Un axe de circulation antique traverse la commune. D'axe nord-ouest à sud-est en ligne droite de Chartres à Orléans, il passe à l'ouest de Voves, longe Fains par l'est, poursuit à l'est d'Auffains, traverse  les Petites Bordes à proximité  de Ohé, continue à l'est de Fontenay-sur-Conie, traverse la maladrerie d'Orgères et Loigny, passe entre Lumeau et Terminiers et poursuit vers Sougy. Il a l'attribut de « chemin de César de Chartres à Orléans ». Avant d'être transformé en voie romaine, il existait déjà comme chemin gaulois, peut-être établi sur la base d'un sentier néolithique : il suit un itinéraire carnute de l'Eure, affluent de la Seine, à la Loire. « Dans les documents du Moyen-Âge, cette voie antique est désignée par « via magna de Carnoto Aurelianis ». »
De Neuvy-en-Dunois à Allaines en passant juste au sud de la Folie-Herbaut et au nord d'Auffains, « le Chemin des vaches romain (Le Man - Sens) traverse et limite la commune d'ouest en est. Il représente la limite du pagus Dunensis avec le pagus Carnotenus » : La Folie Herbault est à la limite du pagus Dunensis de la Civitas Carnutum ; Fains est dans le pagus Carnotensis de la Civitas Carnutum.
Dans plusieurs lieux de la commune ont été découverts des subtructures gallo-romaines, un enclos quadrangulaire, des tegulae et de la céramique gallo-romaines. Une villa antique est repérée sur le lieu-dit L'Herbage, entre Auffains et Fains : elle est occupée de 50 à 275 apr. J.-C..

### Moyen Âge
865 : Lors de la translation des reliques de saint Florentin de Brémur à l'abbaye de Bonneval, « les moines empruntèrent en 865 avec les reliques de Saint-Florentin la route Orléans-Chartres par la maladrerie d’Orgères. La chaussée paraît encore en excellent état puisque les moines parcoururent en une journée les 40 kilomètres qui séparent Orléans du domaine de Baignolet, proche du carrefour de Fains-la-Folie, avant de se diriger vers Bonneval. »
1123-1151 : « Petroniue ejusdemque filie ejusdem nominis, apud Stulticiam-Herle-baudi, testes affuerunt », citant la Folie-Herbault.
1247 : « Apud Amainvillam, in prebênda de Vovis et in parrochia de Fenis est quedam precaria ad quam pertinet unum hebergamentum situm apud Amainvillam, clausum de muris terreis, in qua est quedam magna borda et quedam granchia cum appentitio de tegula, in qua sunt bona orrea et quidam ortus cum cerasis. Item dicte precarie pertinent plures pecie terre, videlicet xx sexir. juxta dictum hebergamentum (...) item versus Fena nu sext. (...) Item in campo de Herbleyo 1 sext. Summa dicte terre circa v mod.y que debet decimam relictam in campis (...) Apud, Fains prope Vovas pum tribus aliis villis, videlicet Tortoers, Villeron et Baigneaus, est precaria sine hebergamento in quibus villis
sunt redditus pertinentes dicte precarie qui secuntur: Apud Fains sunt lxii sol., çensus vel circa super oscisiis dicte ville, qui redduntur in Circoncisione Domina et circa m sol. census capitalis, cum vendis et justicia. dicte
ville, exceptis aliquibus ostisiis que sunt sub militibuse », citant Amoinville, Voves, Fains, Herbault, Tortois, Villeron, Baigneaux.

### Temps modernes
1789 : « Le prévôt de Sancheville , préside les assemblées de La Folie - Herbault et de Sancheville le mercredi des cendres 25 février. »
Le district de Janville est défini le 13 avril 1791 et « les paroisses ou lieux faisant limites du district de Janville et qui lui appartiennent sont (...) vers l'ouest, Bourneville, Courbehaye, Baignolet, La Folie-Herbaut, Villars et Montainville. »
« La ferme Dauphin, dans la commune de Fains » est un lieu de rendez-vous de la bande des Chauffeurs d'Orgères.

« On passa le reste de la journée à la Folie-Herbault, chez une franche, la Victoire David. La Victoire David, veuve du franc Michel dit Mignon donna au Rouge-d'Auneau un vieux pistolet d'arçon qui se rouillait au milieu des fromages. Le Rouge-d'Auneau chargea l'arme et alla l'essayer dans la cour. (...) La-dessus, (ils) se dirigèrent vers Sainte-Christine. Ils restèrent dans les bois jusqu'à dix heures du soir. »

Victoire David (mariée le  9 novembre 1790 à Andeville, veuve en 1797) : « Marie Thérèse Victoire David, dite « Mignon », veuve de Nicolas Joseph Michel, dit « Mignon », âgée de 36 ans, couturière en habits de femmes, demeurant à la Folie-Herbault », est jugée comme membre des chauffeurs d'Orgères,. « Les déclarations du Rouge-d'Anneau, de Berrichon-Belhomme et du Borgne-de-Jouy vous ont établi que la maison de Victoire David, à la Folie-Herbault, était ouverte aux brigands, que l'Habit-Verd, la Touraine, le Rouge-d'Anneau, la Belle-Victoire, et autres, la fréquentaient souvent. Victore David prétend en vain ne pas connaitre ces individus, excepté cependant la Belle-Victoire. ». Mais « elle n'est pas convaincue » par le tribunal d'avoir contribué aux actions reprochées ou avoir recelé le butin.

### Époque contemporaine
1834 : Réunion réalisée de Fains d’avec La Folie-Herbault sous le nom de Fains-la-Folie par Ordonnance Royale du 28 avril 1834. La commune de La Folie-Herbault devient la section E de la nouvelle commune.
1870 : « La commune de Fains-la-Folie a été envahie à la date du 28 septembre 1870 par une colonne de uhlans venant de Janville. 40,000 hommes environ ont passé sur le territoire de la commune à différentes reprises ; c'est principalement dans le moment des combats de Coulmiers et de Loigny que l'ennemi a occupé le chef-lieu, les hameaux et les fermes. Plusieurs habitants d'Auffains ayant donné des renseignements aux francs-tireurs qui se trouvaient à Fontenay-sur-Conie, sur des postes avancés placés dans les environs de ce hameau, deux uhlans ont été faits prisonniers avec leurs chevaux par ces francs-tireurs. »
1940 : Le 7 juin 1940, un avion Breguet Br.693 s'écrase sur l'« aérodrome de Bouard, à 6 km NO d'Orgères-en-Beauce », à  1 km à l'ouest d'Auffains, en retour de mission : les deux pilotes sont récupérés. L'aérodrome militaire de Bouard, au sud de Fains-la-Folie, entre Sancheville, Baignolet et Auffains, a été créé en 1937 pour effectuer des expérimentations de bombardement aérien : il est actif comme aérodrome pour l'armée française jusqu'au 22 juin 1940 puis passe sous contrôle allemand jusqu'au 16 août 1944 (fermé à la circulation aérienne en 1947, il subsiste sous la dénomination de champ de tir de Bouard).
1944 : Crash de l'avion bombardier Consolidated B-24 Liberator n° de série 42-7593 "Blunder Bus" le 7 janvier 1944 à Auffains (stèle commémorative au centre du village d'Auffains) : « L'équipage put sauter en parachute, à l'exception du mitrailleur supérieur, James Jr. Dillon, tué à son poste. Les dix autres aviateurs furent recueillis et cachés par la Résistance, qui organisa leur évasion sur l'Espagne. »

## Politique et administration

### Liste des maires
| Période                                  | Période | Identité                    | Étiquette | Qualité                                                                                              |
| ---------------------------------------- | ------- | --------------------------- | --------- | --- |
| Les données manquantes sont à compléter. |         |                             |           | |
| 1792                                     |         | Jacques Pinguet             |           | |
| 1793                                     | 1795    | Jean Louis François Breteau |           | Curé assermenté de Fains, officier public, membre du conseil général de la commune, rétracté en 1795 |
| 1795                                     | 1797    | François Hudebine           |           | Agent municipal                                                                                      |
| 1798                                     | 1800    | Claude Eloi Dorel           |           | Agent municipal                                                                                      |
| 1800                                     | 1814    | Louis Etienne Crépin        |           | |
| 1815                                     | 1824    | Jean Jacques Pinson         |           | |
| 1824                                     | 1834    | François Philippe Levassor  |           | |

| Période                                  | Période | Identité               | Étiquette | Qualité                                                              |
| ---------------------------------------- | ------- | ---------------------- | --------- | -------------------------------------------------------------------- |
| Les données manquantes sont à compléter. |         |                        |           |                                                                      |
| 1793                                     | 1793    | Pierre Marie           |           | Curé de la Folie Herbault et membre du conseil général de la commune |
| 1793                                     | 1796    | François Genty         |           | Membre du conseil général de la commune                              |
| 1796                                     | 1796    | François Belhomme      |           | Membre du conseil général de la commune                              |
| 1796                                     | 1803    | Jean Pierre Gouache    |           | Agent municipal élu                                                  |
| 1803                                     | 1833    | François Léger Gouache |           |                                                                      |
| 1833                                     | 1834    | Louis Honoré Contentin |           |                                                                      |

| Période                                  | Période | Identité                               | Étiquette | Qualité                                        |
| ---------------------------------------- | ------- | -------------------------------------- | --------- | ---------------------------------------------- |
| Les données manquantes sont à compléter. |         |                                        |           |                                                |
| 1834                                     | 1845    | François Philippe Levassor             |           |                                                |
| 1845                                     | 1848    | François Besnard                       |           |                                                |
| 1848                                     | 1851    | Jean Baptiste Philibert Onésime Pélard |           |                                                |
| 1852                                     | 1878    | François Célestin Levassor             |           |                                                |
| 1878                                     | 1883    | François Augustin Goussard             |           |                                                |
| 1884                                     | 1900    | Ernest Jules Alfred Desforges          |           |                                                |
| 1900                                     | 1919    | Albert Ludovic L'hoste                 |           | décédé le 22 août 1914                         |
| 1914                                     | 1919    | Joseph Aimable Camille Tourne          |           | conseiller municipal faisant fonction de maire |
| 1919                                     | 1919    | Eugène Augustin Doussineau             |           | adjoint, faisant fonction de maire             |
| 1919                                     | 1925    | Joseph Aimable Camille Tourne          |           |                                                |
| 1925                                     | 1936    | Eugène Augustin Doussineau             |           |                                                |
| 1977                                     | 2015    | Philippe Voyet                         | SE        | Agriculteur                                    |

### Cadre de vie
Dans son palmarès 2016, le Conseil National des Villes et Villages Fleuris de France a attribué trois fleurs à la commune au Concours des villes et villages fleuris.

## Population et société

### Démographie
Les registres paroissiaux de Fains sont établis et conservés depuis 1650, ceux de La Folie-Herbaut depuis 1670. Le dénombrement de  1709 indique 89 feux dans la paroisse de Fains.
C'est au recensement de 1881 que l'effectif de la population de Fains-la-Folie atteint son maximum (682 habitants), grâce aux progrès sanitaires et à l'augmentation continue de l'espérance de vie. Par la suite, la commune ne cesse de se dépeupler à un rythme régulier jusqu'à sa stabilisation vers 1975.
En 2013, la commune de Fains-la-Folie comptait 313 habitants. À partir du XXIe siècle, les recensements réels des communes de moins de 10 000 habitants ont lieu tous les cinq ans. Les autres chiffres sont des estimations.
| 1793 | 1800 | 1806 | 1821 | 1831 | 1836 | 1841 | 1846 | 1851 |
| ---- | ---- | ---- | ---- | ---- | ---- | ---- | ---- | ---- |
| 406  | 299  | 406  | 393  | 446  | 620  | 590  | 631  | 621  |

| 1856 | 1861 | 1866 | 1872 | 1876 | 1881 | 1886 | 1891 | 1896 |
| ---- | ---- | ---- | ---- | ---- | ---- | ---- | ---- | ---- |
| 650  | 682  | 654  | 583  | 578  | 574  | 561  | 583  | 582  |

| 1901 | 1906 | 1911 | 1921 | 1926 | 1931 | 1936 | 1946 | 1954 |
| ---- | ---- | ---- | ---- | ---- | ---- | ---- | ---- | ---- |
| 538  | 539  | 516  | 462  | 474  | 448  | 437  | 459  | 405  |

| 1962 | 1968 | 1975 | 1982 | 1990 | 1999 | 2006 | 2011 | 2013 |
| ---- | ---- | ---- | ---- | ---- | ---- | ---- | ---- | ---- |
| 384  | 355  | 282  | 281  | 286  | 264  | 321  | 320  | 313  |

### Enseignement
- École primaire de Voves
- Collège Gaston Couté de Voves

### Manifestations culturelles et festivités
- Les Familles Rurales de Fains-la-Folie
- Les tandems fous (association sportive cycliste)
- Les Z’Elles des Champs (participation à des rallyes automobiles)
- Together Production (spectacles théâtre)
- Valnay Historic Racing (restauration de véhicules à moteur anciens)

## Économie
- Sociétés civiles d'exploitation agricole et groupements fonciers agricoles
- Commerces de détail

## Culture locale et patrimoine

### Lieux et monuments

#### Monument aux morts
« Aux morts pour la patrie »
- 1870-1871 : Marie Gustave Jean Baptiste Pauvert, Ludovic Robinet, Alcide Hardy, Maximilien Vellard, Gerasime Girard, Jules Desforges, Eugène Sureau, Honoré Maguet, Marie Désiré Levassor
- 1914 : Gaston Cottin, Eugène Bigot, Abel Bourgine, Arthur Charbonnel, Ernest Gérondeau, Paul Pauvert
- 1915 : Raoul Goussard, Ernest Leprince
- 1916 : Jules Lhoste, Jules Maguet, Marie Joseph Eugène, Maurice Taillepied, Pierre Luillery
- 1917 : Clovis Collombeau, Léon Pauvert, Paul Lamirault, Joseph Diard
- 1918 : Ernest Templier, Désiré Juillet, André Robinet, Gilbert Joly
- 1939-1945 : Allyre Eugène Bigot Pierre Paul Doussineau, Roger Lalande, Ovide Jules Albert Lignie
- 1956 : Louis Émilien Lalande.

#### Église Saint-Jacques de la Folie-Herbault
L'église Saint-Jacques de la Folie-Herbault est un monument classé ( Classé MH (1905)). Elle date du XIIIe siècle avec des fenêtres du XVIe siècle et un clocher-mur, assez rare dans la région. Dans l'église, on trouve les éléments notables suivants : autel fixe en pierre, double piscine, siège de prêtre en pierre, armarium ou sacraire, trois statues en pierre, un beau crucifix, un arc triomphal, le tout du XIIe siècle.

L'église Saint-Jacques
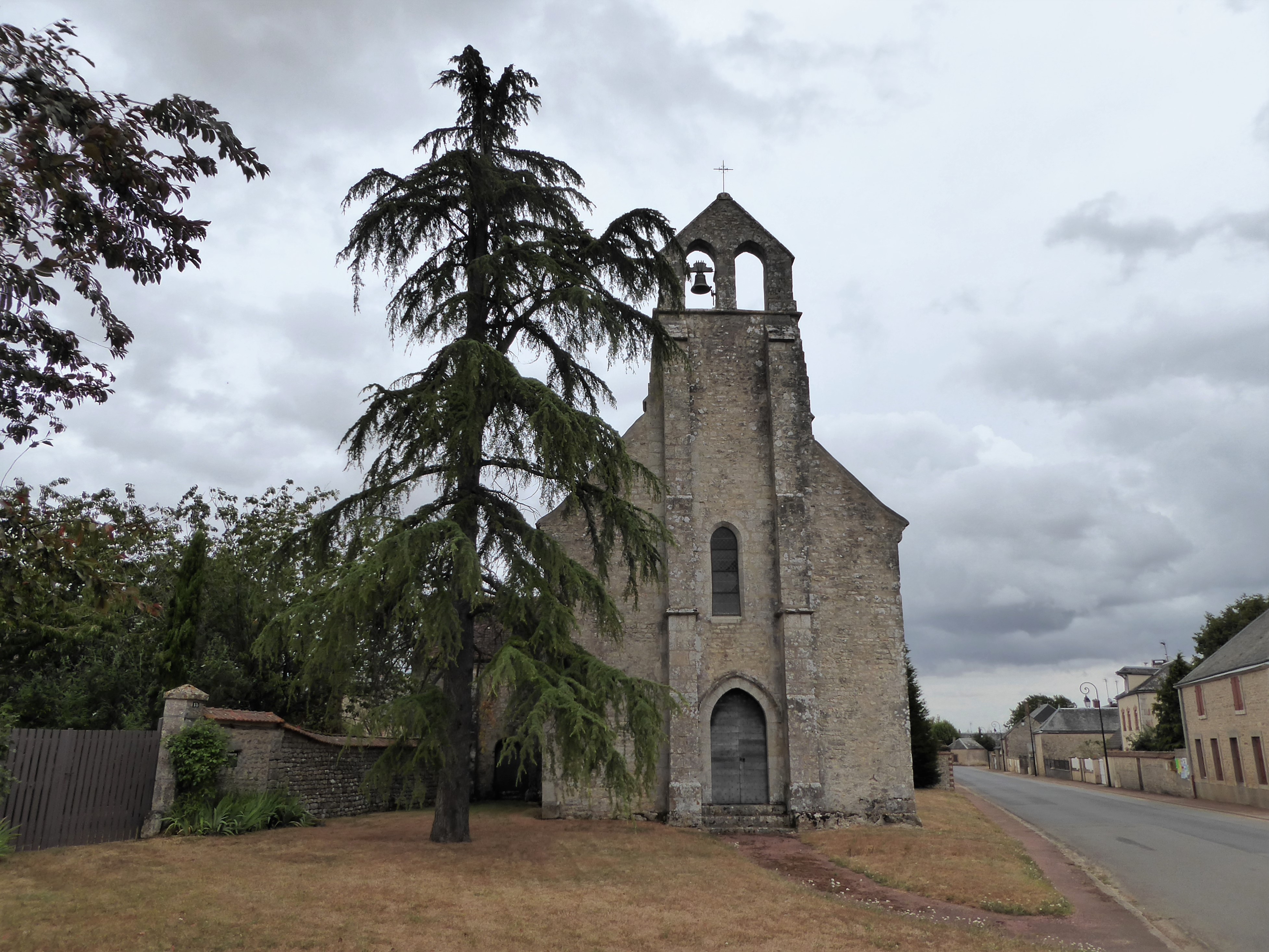
Façade ouest de l'église.
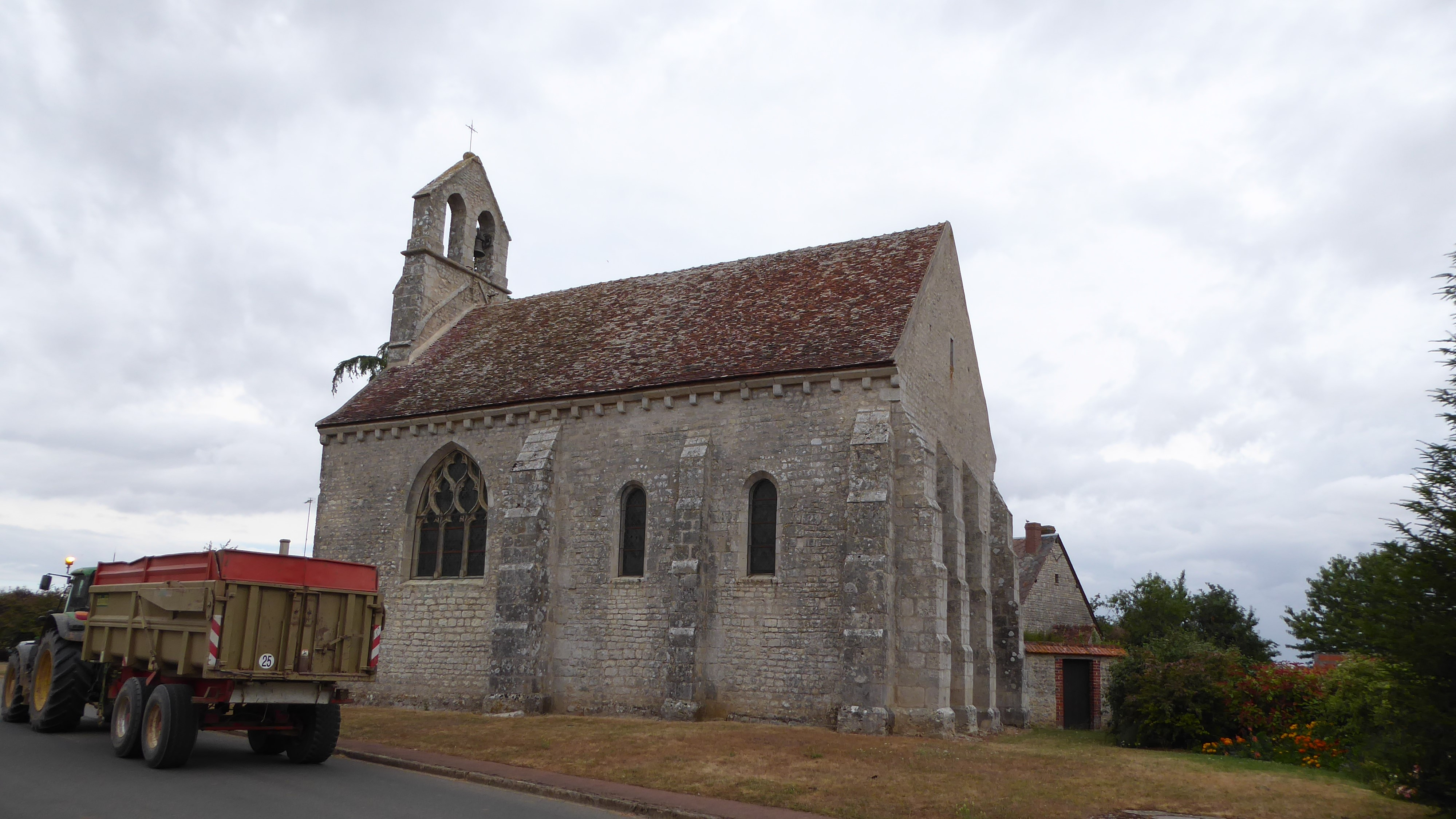
Mur sud.
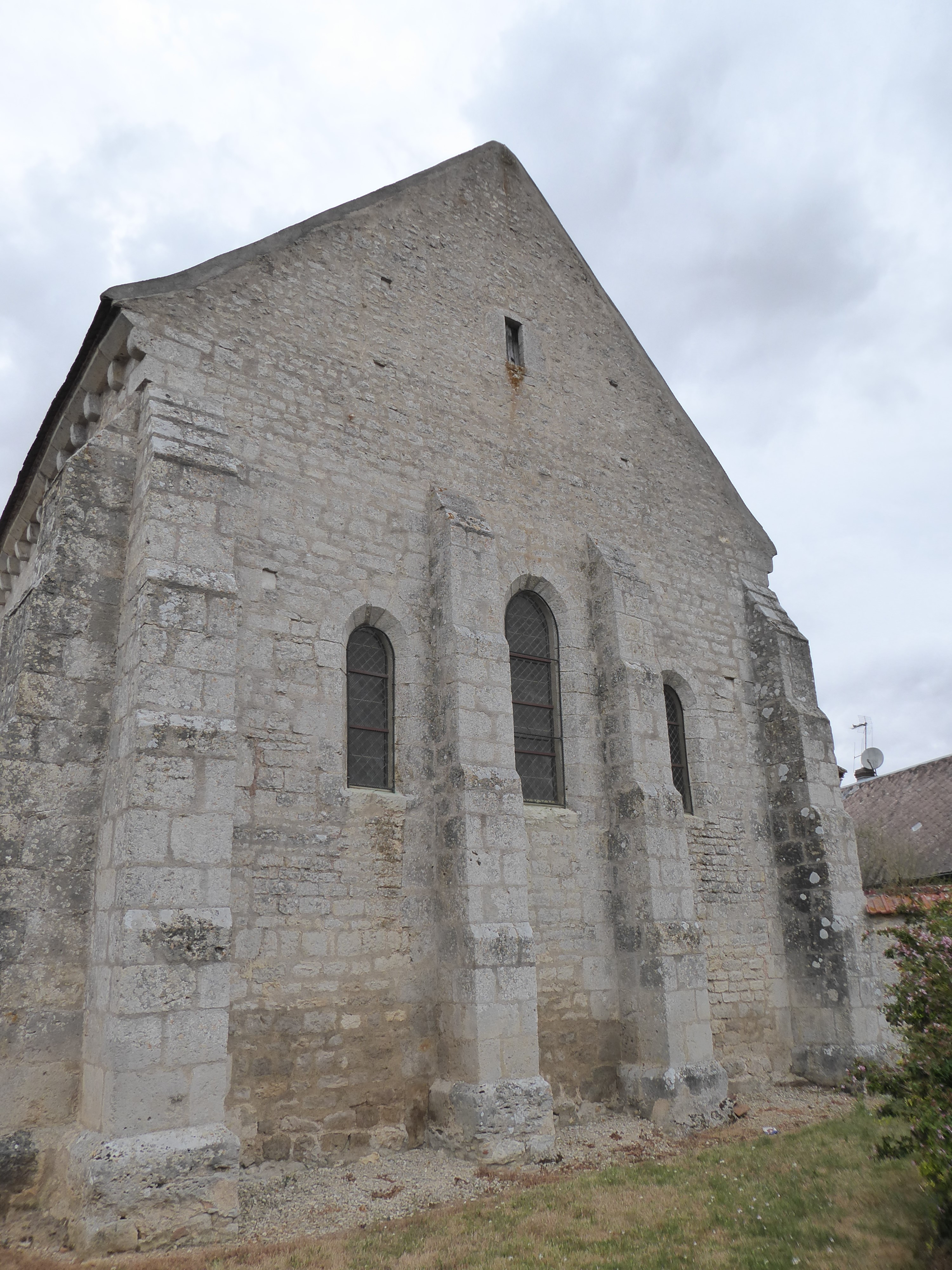
Chevet plat.

#### Église Saint-Julien de Fains
« L'église Saint-Julien, d'origine romane des XIIe siècle et XIIIe siècle, a été entièrement refaite en 1892, elle possède des statues du XVe siècle et des cloches 1740 et 1809. Cette église était la chapelle du château »
L'église Saint-Julien de Fains est ornée de vitraux réalisés par les ateliers Lorin de Chartres de 1892 à 1895, ainsi que ceux de Charles Lorin de 1921 et 1930.

L'église Saint-Julien
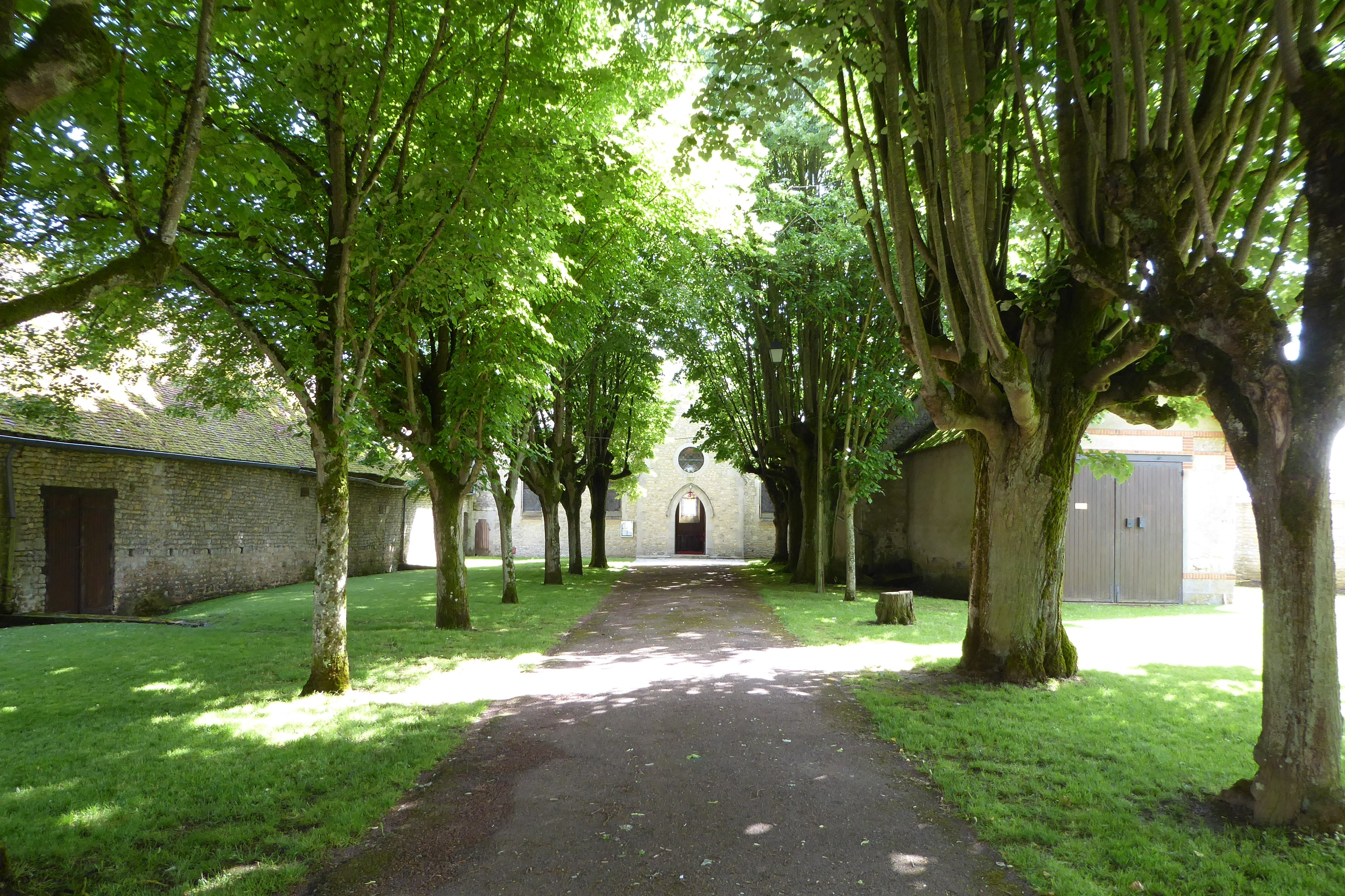
Vue extérieure.
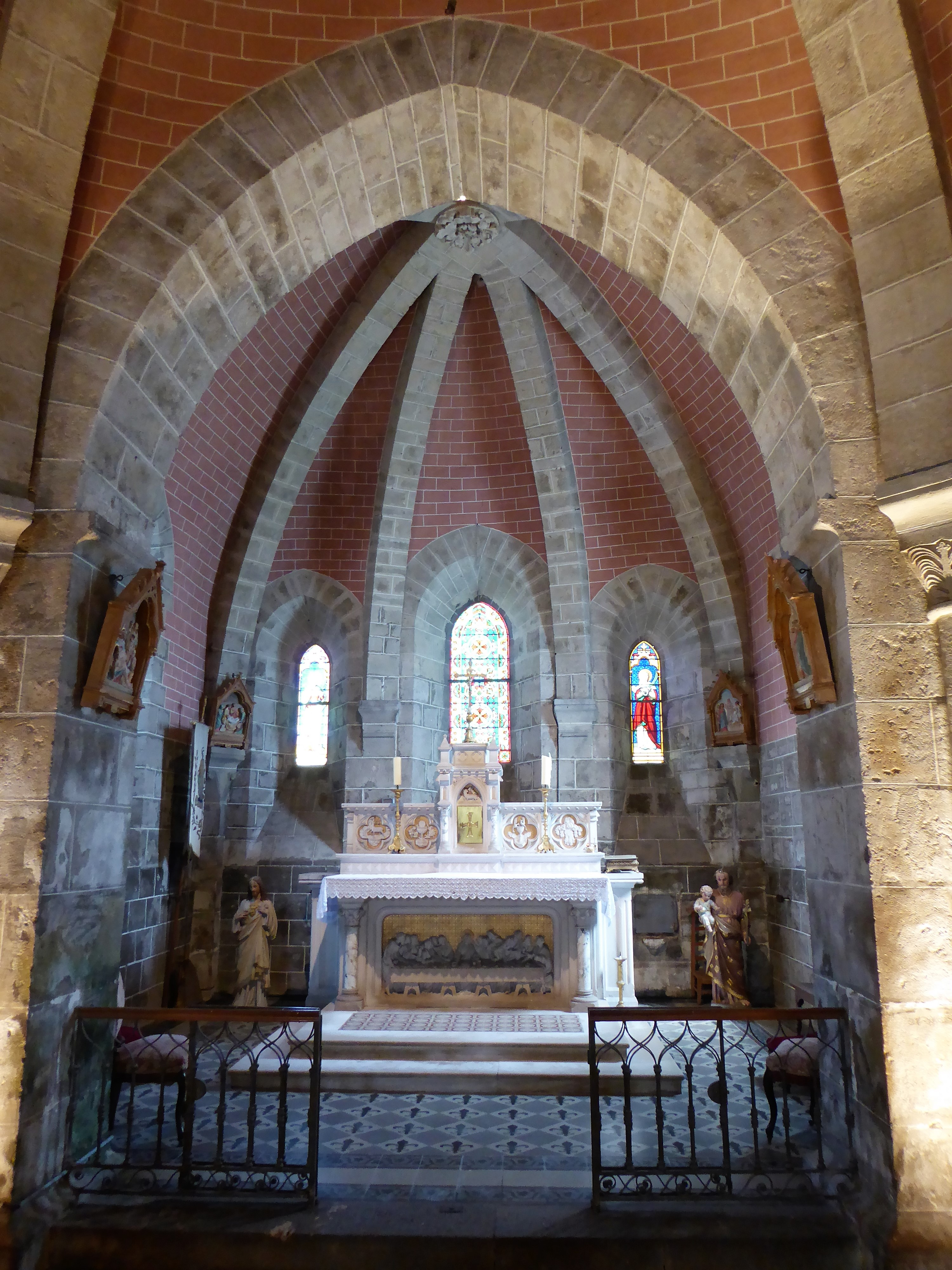
Le chœur.
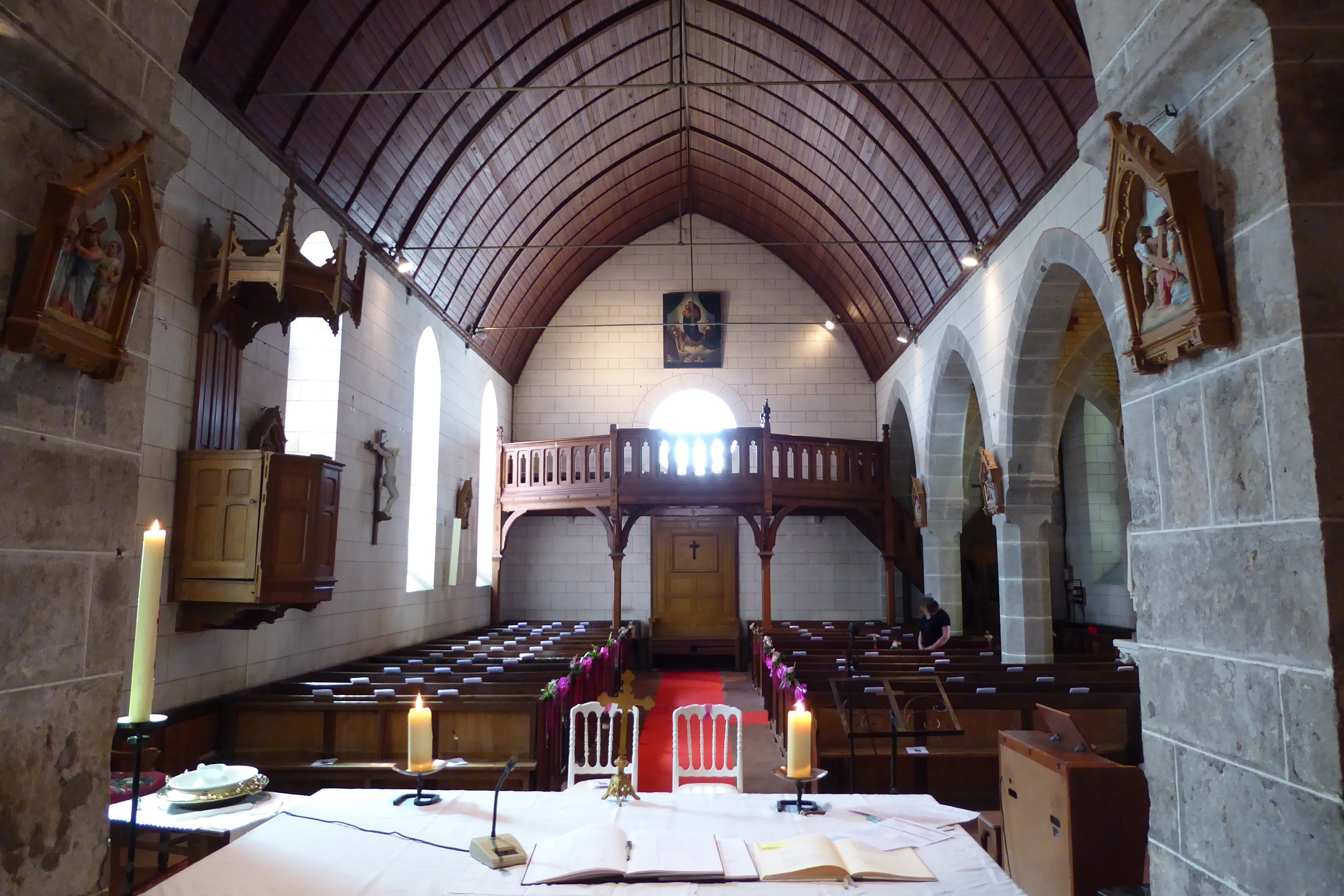
La nef.
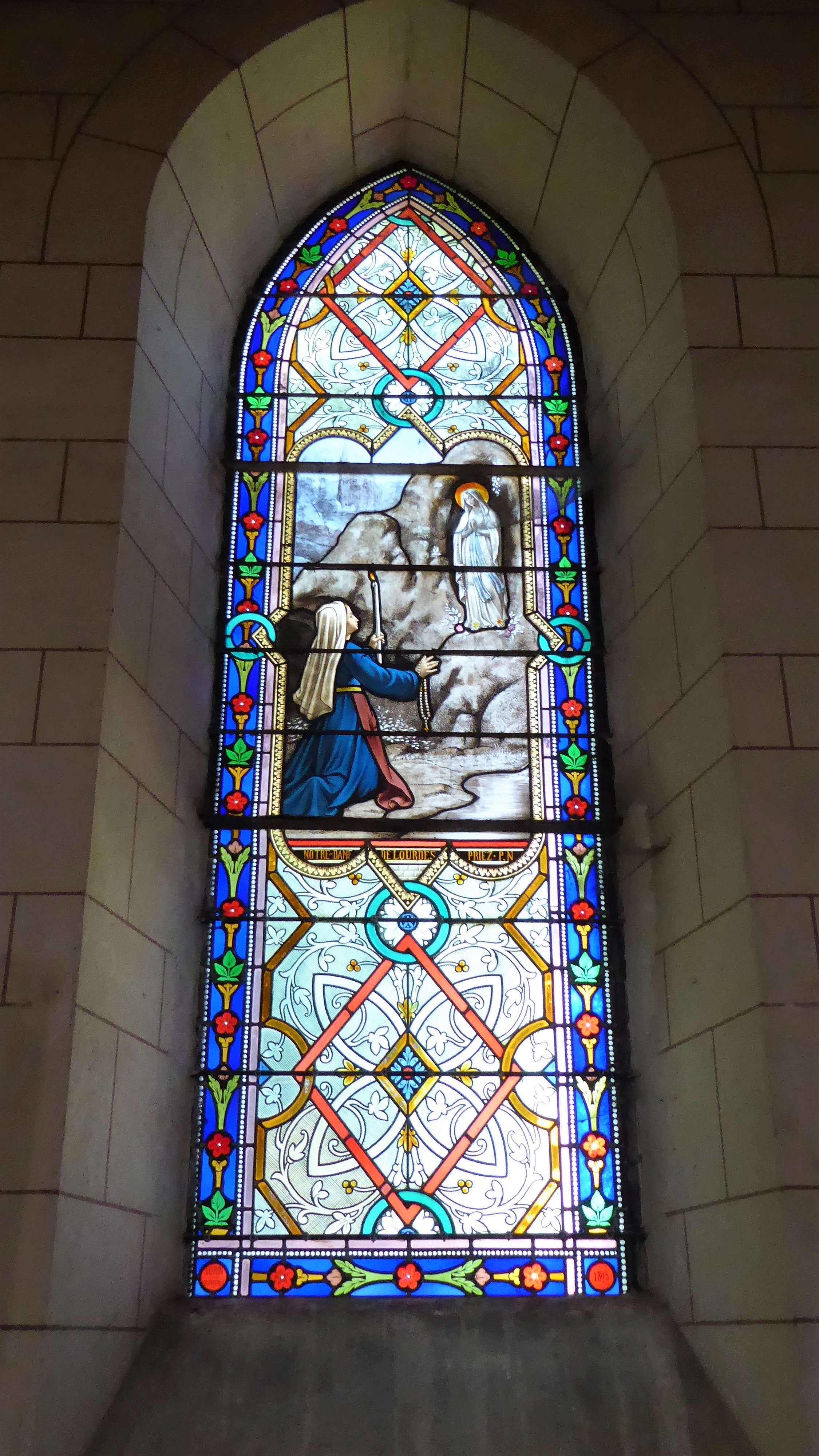
Notre-Dame de Lourdes, Lorin 1893.
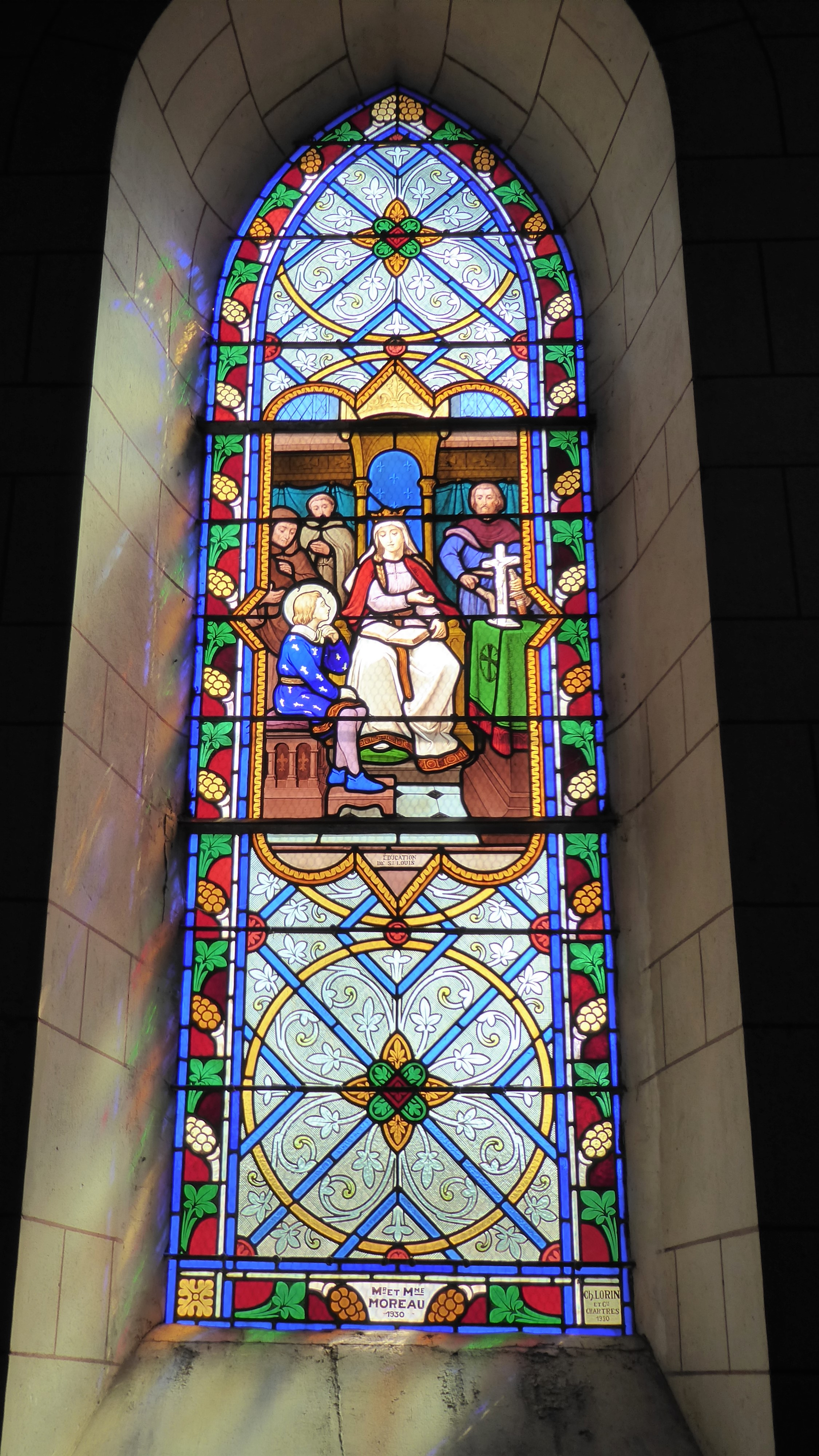
Éducation de Saint-Louis, Ch. Lorin 1930.

#### Prieuré-Saint-Michel-d’Auffains
C'est un  « prieuré régulier, puis simple, dépendant des bénédictins de l’abbaye du Mont-Saint-Michel, fondé au XIIe siècle. »

#### Château de Fains
Le château de Fains est évoqué en 1589, comme possession de « Gédéon de Tilly, seigneur de Fains ». La seigneurie de Fains est évoquée en 1592 et 1615 : « Aliénation par le chapitre de Notre Dame de Chartres de la seigneurie de Fains en faveur de Christophe de Baigneaux, seigneur de Beaufort, 30 décembre 1592 » ; « Paul de Villereau, seigneur de Fains, 15 juillet 1615 ». « Fief relevant de Beauvilliers ». « Jacques de Fesques, chevalier, seigneur d'Herbault, La Follye, Chartigny, La Gauberdière, Chanceville, Fains, Baignaux et autres lieux, 4 novembre 1671 ». « Monitoire contre certains quidams qui ont volé des pierres de taille dans la grande cour du Château de Fains, 1687 ». « Information contre Mathurin Viollette, accusé d'avoir volé des pigeons au Château de Fains, 1692 ». « Acquisition de la seigneurie de Fains sur Jean Huet de Fains, capitaine des arquebusiers de Château Thierry, par Jacques de Pré, seigneur de la Minotière, 15 mai 1696 »,. Le château a été démoli en 1889. Des douves  et tourelles entouraient le château. La ferme du château date du XVIIIe siècle, il reste une ancienne grange aux dîmes.

#### Château de la-Folie-Herbault
Il s'agit d'une ferme fortifiée avec des tours d'angle.
« Philipe de Moustiers, seigneur de la Folie Herbault, 1503 » ; « François de Fesques, seigneur de La Folie Herbault, 1580 » « Visite du château de la Folie, à la requête de Henri Joseph de Vassé, seigneur dudit lieu, 1712 » « Adjudication de la métairie de la Basse Cour de la Folie, 1736 »,.

#### Château d'eau

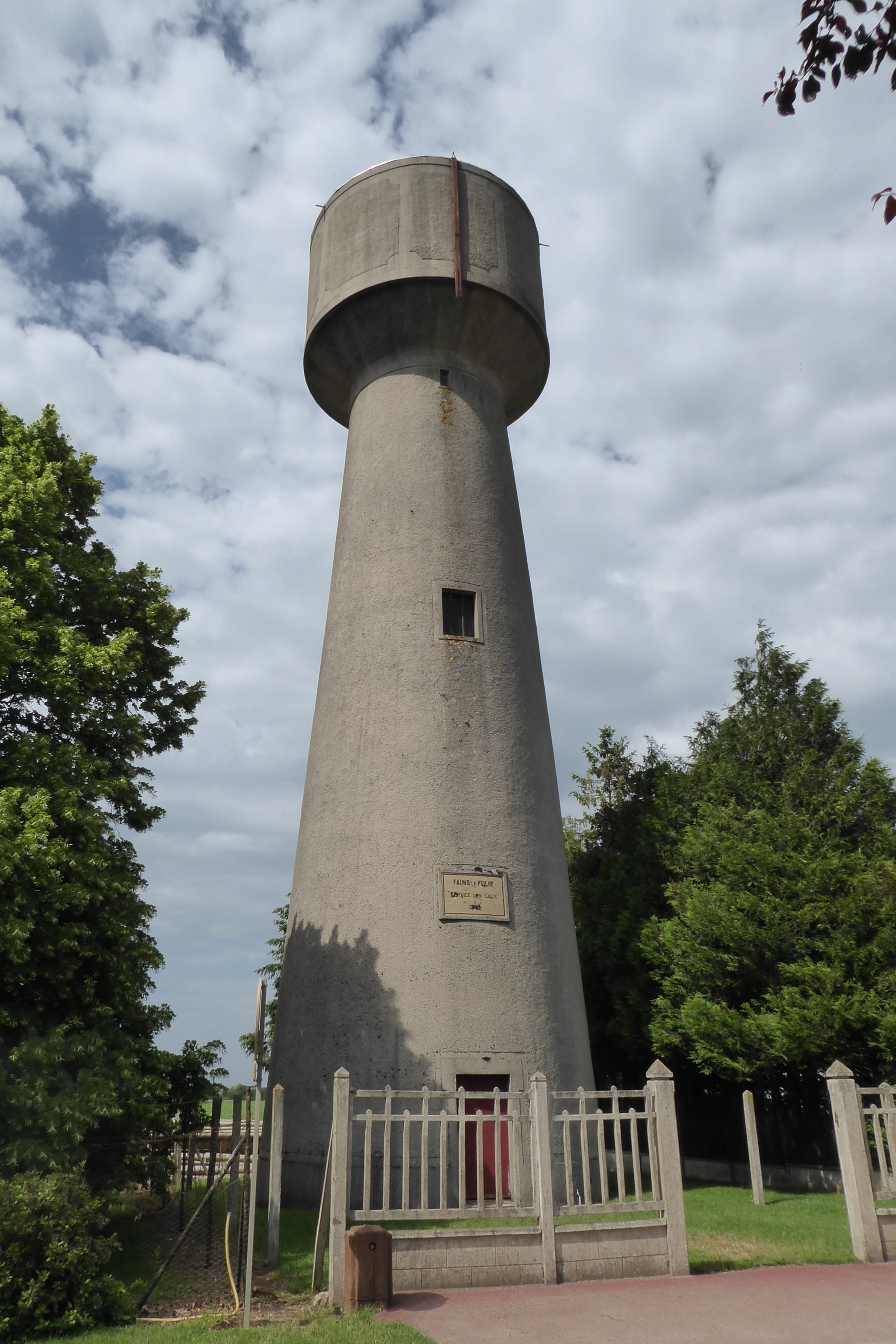
Le château d'eau.

L'ouvrage date de 1936.

### Fains-la-Folie dans les arts
Fains-la-Folie est cité dans le poème d’Aragon, Le conscrit des cent villages, écrit comme acte de Résistance intellectuelle de manière clandestine au printemps 1943, pendant la Seconde Guerre mondiale.

« J'emmène avec moi pour bagage

Cent villages sans lien sinon

L'ancienne antienne de leurs noms

L'odorante fleur du langage

Une romance à ma façon

Amour de mon pays mémoire

Un collier sans fin ni fermoir

Le miracle d'une chanson

Un peu de terre brune et blonde

Sur le trou noir de mon chagrin

J'emmène avec moi le refrain

De cent noms dits par tout le monde

Adieu Forléans Marimbault

Vollore-Ville Volmerange

Avize Avoine Vallerange

Ainval-Septoutre Mongibaud

Fains-la-Folie Aumur Andance (...) »

— 1943, Aragon, Le conscrit des cent villages

### Personnalités liées à la commune
- Jean Espitalier (1639-1720), bachelier en théologie, curé de la Folie-Herbault (1673-1720), écrivain et poète[55],[56].
- Uranie de la Cropte de Beauvais (1656-1717), épouse du prince Louis-Thomas de Savoie-Carignan : leur mariage est célébré le 12 octobre 1680 en l'église de la Folie-Herbault par le curé Jean Espitalier, passant outre aux oppositions familiales[57] et suscitant le courroux royal, et est mentionné dans les Mémoires de Saint-Simon[58].